# KO SHIBASAKI ALL TIME BEST
『KO SHIBASAKI ALL TIME BEST』（コウシバサキ・オール・タイム・ベスト）は、日本の歌手柴咲コウのオールタイム・ベスト・アルバムの総称。2017年12月20日に
『KO SHIBASAKI ALL TIME BEST 詩』（コウシバサキ・オール・タイム・ベスト ウタ）がユニバーサルミュージックから、『KO SHIBASAKI ALL TIME BEST 詠』（読みは同じ）がビクターエンタテインメントから同時に発売された。

## 概要
CDシングル、配信限定シングルを含めて、デビューした2002年から2017年までに発表されたシングル全てに加え、オリジナルアルバム、カバーアルバムからも選曲されて収録され、『詩』には2002年から2014年までの全てのシングルと発表されたアルバムから選ばれた楽曲が、『詠』には2014年から2017年までに発表されたシングル、アルバムから選ばれた楽曲が収録された。
何れも柴咲本人が楽曲を選曲しており、2枚はそれぞれ異なるレコード会社からの発売となっており、「詩」はユニバーサルミュージックから、「詠」はビクターエンターテイメントからの発売となっている。

## KO SHIBASAKI ALL TIME BEST 詩
『KO SHIBASAKI ALL TIME BEST 詩』には、2002年から2014年まで（すなわちユニバーサルミュージック在籍時）に発表されたシングル、アルバムの楽曲が収録されている。

### 収録曲

#### Disc.1
1. Trust my feelings
1stシングル
2. 月のしずく
2ndシングル
RUI名義
3. 眠レナイ夜ハ眠ラナイ夢ヲ
3rdシングル
4. 思い出だけではつらすぎる
4thシングル
5. いくつかの空
5thシングル
6. かたち あるもの
6thシングル
7. Glitter
7thシングル
8. Sweet Mom
8thシングル
9. 影
9thシングル
10. invitation
10thシングル
11. actuality
11thシングル
12. at home
12thシングル
13. ひと恋めぐり
13thシングル
14. プリズム
14thシングル
15. KISSして
15thシングル
KOH+名義
16. よくある話 〜喪服の女編〜
16thシングル

#### Disc.2
1. 最愛
17thシングル
KOH+名義
2. 君の声
配信限定シングル及び、4thアルバム『Love Paranoia』収録曲
3. 大切にするよ
18thシングル
4. ラバソー 〜lover soul〜
19thシングル
5. ホントだよ
20thシングル
6. EUPHORIA
21stシングル
7. 無形スピリット
22ndシングル
8. wish
23rdシングル
9. Strength
24thシングル
10. ANOTHER:WORLD
25thシングル
11. My Perfect Blue
26thシングル
12. ゆくゆくは
26thシングル
13. また、うまれるころには
先行配信シングル及び、6thアルバム『リリカル*ワンダー』収録曲
14. 恋の魔力
KOH+名義
先行配信シングルおよび『Galileo+』収録曲
15. Intoxicated
配信限定シングル
柴咲コウとJuno Reactor名義
16. ラブサーチライト
27thシングル

## KO SHIBASAKI ALL TIME BEST 詠
『KO SHIBASAKI ALL TIME BEST 詠』には、2014年から2016年まで（すなわちビクターエンタテインメント在籍時）に発表されたシングル、アルバムから選曲された楽曲が収録されているが、「詩」と違いカバー曲が中心を占めている。

### 収録曲
1. 蒼い星
28thシングル
2. 野性の同盟
29thシングル
3. 永遠のAstraea
配信限定シングル
4. いざよい
配信限定シングル
ライブ音源として配信されていた楽曲のオリジナル
5. 人魚
ベストアルバム『Love & Ballad Selection』収録曲
6. ルージュの伝言
5thアルバム『CIRCLE CYCLE』収録曲および、配信限定シングル「サヨナラブ」収録曲
7. Ray
ベストアルバム『Love & Ballad Selection』収録曲。lego big morlのカバー。
8. 誰より好きなのに
稲垣潤一とのデュエット
古内東子のカバー
9. ブルーライトヨコハマ
いしだあゆみのカバー
10. ただ泣きたくなるの
カバーアルバム『こううたう』収録曲
11. 遥かな人へ
カバーアルバム『続こううたう』収録曲
12. 素直
配信限定シングル及び、カバーアルバム『こううたう』収録曲
13. 白いカイト
カバーアルバム『続こううたう』収録曲
14. 永遠
カバーアルバム『続こううたう』収録曲
15. 夢の外へ
カバーアルバム『続こううたう』収録曲
16. 愛とスマイル愛とスマイル
29thシングル「野性の同盟」のカップリング